# I Don't Want to Be a Soldier
"I Don't Want to Be a Soldier" (No quiero ser un soldado) es una canción del músico británico John Lennon, incluida en su segundo álbum de estudio Imagine lanzado en 1971, después de su separación de The Beatles.

## Significado
La canción es la más extensa del álbum y cierra el lado A del acetato original de Imagine. Se trata de uno de sus temas más abiertamente políticos en contra del activismo militar que compusiera Lennon. 
Abunda en referencias a la guerra, desde el punto de vista de personas de diversos estratos sociales: el soldado, el marinero, el abogado, el adinerado, el mendigo, el religioso, etc. Todo explicado como una sola mente que se sigue negando a ser un soldado, resumido en un mensaje subliminal: "No quiero pretender ser algo que no soy".